# Club Deportivo Guadalajara 2015-2016

## Rosa 2015-2016
| N. |                    | Ruolo | Calciatore             |
| -- | ------------------ | ----- | ---------------------- |
| 1  | Messico (bandiera) | P     | José Antonio Rodríguez |
| 2  | Messico (bandiera) | D     | Oswaldo Alanís         |
| 3  | Messico (bandiera) | C     | Carlos Salcido         |
| 4  | Messico (bandiera) | D     | Jair Pereira           |
| 5  | Messico (bandiera) | D     | Carlos Villanueva      |
| 6  | Messico (bandiera) | D     | Edwin Hernández        |
| 7  | Messico (bandiera) | C     | Orbelín Pineda         |
| 9  | Messico (bandiera) | A     | Omar Bravo (capitano)  |
| 10 | Messico (bandiera) | A     | Alan Pulido            |
| 11 | Messico (bandiera) | C     | Isaác Brizuela         |
| 14 | Messico (bandiera) | D     | Hedgardo Marín         |
| 15 | Messico (bandiera) | D     | Raúl López             |
| 16 | Messico (bandiera) | D     | Miguel Ponce           |
| 17 | Messico (bandiera) | D     | Jesús Sánchez          |

| N. |                    | Ruolo | Calciatore        |
| -- | ------------------ | ----- | ----------------- |
| 18 | Messico (bandiera) | C     | Giovani Hernández |
| 19 | Messico (bandiera) | A     | Michel Vázquez    |
| 20 | Messico (bandiera) | C     | Israel Castro     |
| 21 | Messico (bandiera) | C     | David Ramírez     |
| 23 | Messico (bandiera) | A     | Ángel Zaldívar    |
| 24 | Messico (bandiera) | C     | Carlos Cisneros   |
| 25 | Messico (bandiera) | C     | Michael Pérez     |
| 27 | Messico (bandiera) | C     | Carlos Peña       |
| 28 | Messico (bandiera) | D     | Miguel Basulto    |
| 30 | Messico (bandiera) | P     | Rodolfo Cota      |
| 31 | Messico (bandiera) | C     | Eduardo López     |
| 33 | Messico (bandiera) | A     | Marco Granados    |
| 34 | Messico (bandiera) | P     | Miguel Jiménez    |